# 江ノ上陽一
江ノ上陽一（えのうえよういち、1964年2月11日 - ）は、北海道出身の日本のパントマイミスト、無言劇作家、演出家、振付家である。パントマイムカンパニー『スーパー パントマイム シアター SOUKI』主宰、（有）想起代表取締役社長。一般社団法人日本パントマイム協会代表理事。また、ROCKコピーバンドDragonSmileのギターボーカル。身長173cm。B93・W70・H92・S26。血液型はB型。趣味は座禅、水墨画、バイク、アメ車。特技は空手（二段）。愛犬家。

## 人物
スーパー パントマイム シアター SOUKI全作品の作・演出・振付・構成を行なっている。近年の舞台公演では『water tale』より文化庁芸術祭に参加、また全労済ホールスペース・ゼロでは2002年から毎年芸術文化公演として提携により新作を発表し続けている。ほかにも徹底的にエンターテインメント性を重視した『PHANTOM（ファントム）』シリーズや、2005年以降は演出家の吉沢耕一と、宮沢賢治原作『銀河鉄道の夜』や、落語『地獄八景亡者戯』の長編パントマイム作品を発表。2013年には歌舞伎俳優 中村京蔵と共にパントマイムと歌舞伎の融合という野心的作品『瀧夜叉姫』を創作し、2日間の公演で動員観客数1000人を超えた。自身の主催公演だけではなく、ジャズダンス公演や『平和祈念フォーラム in 新宿』などの総合演出を担当するなど、幅広くジャンルを超えた活動を展開している。
照明家の加瀬隆純と共同運営する『田原町スタジオaRt/Pit』においてスタジオライブやワークショップを随時開催し、子供を入場無料にするなど日本においてパントマイム芸術をより身近にする活動に力を入れる。また、同スタジオにおいてパントマイム指導を熱心に行ない、スティーブン・バーコフ演出『変身』ではパントマイム指導で参加するなど、パントマイムにおける指導にも力を注いでいる。2014年度から桐朋学園芸術短期大学 演劇専攻にて非常勤講師を務める。

## 来歴
1990年 　
- 小野廣己と共にSOUKI設立 『BUTOH GENDAI EUROPE TOUR』（フランス・ドイツ・オランダ）より活動開始

1994年　
- 『右岸ノ迷路ハ快楽ノ溜リ』発表（東京）

1995年　
- 『ARIEL』（W・シェークスピア『テンペスト』より）発表（東京）

1996年　
- 『Neige』発表（東京・群馬）

1997年　
- 『The Force of a Record』発表（韓国・東京・長野）
- 郡司正勝作品『歩く』演出補、振付にて参加（東京・ポーランド・札幌）

1998年　
- 『The Force of a Record』再演（札幌・群馬・ポーランド）

1999年　
- 『歪んだ太陽の終焉』発表（東京・札幌）
- 能藤玲子創作舞踊団40周年記念公演『鎮める太陽』3部作出演（札幌）
- 舞ダンスファクトリー15th JAZZ DANCE PERFORMANCE 出演（群馬）

2000年　
- 『歪んだ太陽の終焉』発表（群馬）
- THEATER BRATSこけら落し公演 SOUKI 10周年記念『黙舞劇革命』（東京）
- 『黙舞劇革命』日食倉庫コンカリーニョ提携公演（札幌）

2001年　
- 『Under Ground Junkies』THEATER BRATS提携公演（東京）
- 静岡県沼津市千本プラザホール SOUKIクリスマス公演（12月）

2002年　
- 『Idiotic Creature』『Phantom'02』全労済ホールスペース・ゼロ提携公演（東京）
- 『Idiotic Creature』『Phantom』札幌日食倉庫コンカリーニョ企画公演（札幌）
- 愛知県立小坂井高等学校芸術鑑賞公演
- 静岡県沼津市千本プラザホール SOUKIクリスマス公演
- 『幻想の地誌学』（谷川渥原作・和栗由紀雄演出・振付）出演（オリベホール/東京）
- 浅草に田原町スタジオ『aRt/Pit』をオープン

2003年　
- 『Judas』『Phantom'03』全労済ホールスペース・ゼロ提携公演（9月）
- 平塚市横内中学校芸術鑑賞公演（10月）
- 静岡県沼津市千本プラザホール SOUKIクリスマス公演（12月）

2004年　
- 『Mirror MIRAGE』『Phantom'04』 全労済ホールスペース・ゼロ提携公演（7月）
- 国際文化学園・特殊メイク科卒業パフォーマンス『西遊記』振付（4月）
- 秦野曽屋高等学校芸術鑑賞公演（7月）
- deep impact／spiral』総合演出（9月）
- 坂東遥 創作舞踊劇『雪おんな』ゲスト出演（10月）
- DANCE Company Do COLORS 第3回公演『THE RED』ゲスト出演（10月）
- 東大阪市英田中学校芸術鑑賞公演（11月）
- 学習院初等科『東京リコーダーオーケストラ＆SOUKI公演』（11月）
- 『舞ダンスファクトリー公演』ゲスト出演（11月）
- 静岡県沼津市千本プラザホール SOUKIクリスマス公演（12月）

2005年　
- 『Gray ticket, Green ticket 銀河鉄道の夜』彩の国さいたま芸術劇場小ホール（4月）
- 『Flash Back / Dark Shout』総合演出（6月）
- 国際文化学園・特殊メイク科卒業パフォーマンス『ギリシャからのメッセージ』振付（4月）
- 坂東遥 創作舞踊 七夕幻想『おりひめ夢姿』ゲスト出演（7月）
- 『SA-KU-RA』『Phantom'05』全労済ホールスペース・ゼロ提携公演（9月）
- 田原町ライブ!（11月）
- 『舞ダンスファクトリー公演』ゲスト出演（12月）
- 静岡県沼津市千本プラザホール SOUKIクリスマス公演（12月）

2006年　
- 『NARATAGE / HARD MäRCHEN』総合演出（4月）
- 田原町ライブpart.2（3月）
- 国際文化学園・特殊メイク科卒業パフォーマンス『新カチカチ山』振付（4月）
- 足利ミュージックアカデミー・ミュージカル科発表会『くるみ割り人形』演出（4月）
- 『PERFECT PHANTOM』彩の国さいたま芸術劇場小ホール（7月）
- 月花麗人社『まほろばの夢 SUSANO』ゲスト出演（7月）
- 田原町ライブ！Part.3（9月）
- 秋田県立由利高等学校公演（10月）
- 愛知県武豊町立武豊中学校公演（10月）
- 『Gray ticket, Green ticket 銀河鉄道の夜』再演全労済ホールスペース・ゼロ提携公演（11月）
- 『舞ダンスファクトリー公演』ゲスト出演（11月）
- 静岡県沼津市千本プラザホール SOUKIクリスマス公演（12月）

2007年　
- サウンドアンビション大田区政60周年記念コンサート ゲスト出演（1月）
- 西東京市立田無第四中学校公演（2月）
- 国際文化学園・特殊メイク科卒業パフォーマンス『THE BREMENS』振付
- 田原町ライブ!Part.4（3月）
- 田原町ライブ!Part.5（6月）
- 小鉄ソロライブ『おいらロックンローラー スリーサイズは BoN Gyu BOMB』総合演出（7月）
- 『water tale / Silent HOOLIGAN』全労済ホールスペース・ゼロ提携公演（10月）
- 足利ミュージックアカデミー・ミュージカル科発表会演出（10月）
- 秦野南が丘高校 芸術鑑賞教室（10月）
- 月花麗人社『花も花なれ 〜天草四郎 幻想〜』ゲスト出演（11月）
- 静岡県沼津市千本プラザホール SOUKIクリスマス公演（12月）

2008年　
- サウンド・アンビションコンサートin 大田 vol.5 ゲスト出演（1月）
- Next Core's First Live 『ADDICTED TO LOVE』演出（2月）
- 国際文化理容美容専門学校・卒業パフォーマンス『La mer 〜碧の鼓動〜』振付（3月）
- 田原町ライブ! Part.6（3月）
- 小鉄ソロライブ『デペイズマン』総合演出（5月）
- 田原町ライブ! Part.7（6月）
- 『LET’S GO HELL! ―今度の週末は三途の川を渡っちゃおう！-』青山円形劇場提携公演（8月）
- 足柄台中学校芸術鑑賞教室（10月）
- 足利ミュージックアカデミー・ミュージカル科発表会演出（11月）
- 『PERFECT PHANTOM II しりとり大作戦！』彩の国さいたま芸術劇場小ホール（11月）
- 静岡県沼津市千本プラザホール SOUKIクリスマス公演（12月）

2009年　
- 国際文化理容美容専門学校・卒業パフォーマンス『un jour de soleil 小さな恋の物語』振付（3月）
- 『Hana World』ゲスト出演（3月）
- 月花麗人社『なよたけは風にゆれて〜迦具夜〜』ゲスト出演（4月）
- 田原町ライブ! Part.8（4月）
- Next Core's Live 『PARTY GENERATION』演出（5月）
- 小鉄ソロライブ　KOTETSU PUNK MIME 2009『BOMBSHELL』総合演出（6月）
- 田原町ライブ! Part.9（7月）
- 秋田県立由利高等学校芸術鑑賞教室（10月）
- 『THE TEMPEST』全労済ホールスペース・ゼロ提携公演（10月）
- 田原町ライブ！ Part.10（12月）
- 松戸市立横須賀小学校芸術鑑賞教室（12月）

2010年　
- 愛知県豊明市立沓掛中学校芸術鑑賞公演（2月）
- パルコ企画制作『変身』（原作：フランツ・カフカ 脚本・演出・美術・音楽：スティーブン・バーコフ）ル テアトル銀座 by PARCO パントマイム指導（3月）
- 国際文化理容美容専門学校・卒業パフォーマンス『オズの魔法使い』振付（3月）
- さいたま県美里中学校芸術鑑賞公演（3月）
- 足利ミュージックアカデミー・ミュージカル科発表会演出（3月）
- 田原町ライブ！Part.11（4月）
- 田原町ライブ！Part.12（7月）
- Next Core's Live 『Khaos』演出（9月）
- 『The Gate』原作：勧進帳 SOUKI20周年記念公演全労済ホールスペース・ゼロ提携公演（10月）
- 愛知県名古屋市立明豊中学校芸術鑑賞公演（11月）
- 田原町ライブ！Part.13（12月）

2011年　
- 六本木NEWLEX Edo『平成ロマン』企画イベント演出（2月）
- 国際文化学園・特殊メイク科卒業パフォーマンス『Momotaro〜手のひらの約束〜』振付（3月）
- 田原町ライブ！Part14（4月）
- Dance Laboやちぼーず創立20周年記念公演『RAINDROPS』ゲスト出演（5月）
- すみだ川アートプロジェクト『江戸を遊ぶ　Nanpo X連』パントマイムワークショップ『わくわく！ドクロ城お宝怪盗劇』講師（7月）
- THEATER LIVE! 新宿シアターブラッツ（7月）
- 『平和祈念フォーラム in 新宿』主催：平和祈念展示資料館＜総務省委託＞総合演出（8月）
- 『平和祈念フォーラム in 神戸』主催：平和祈念展示資料館＜総務省委託＞総合演出（10月）

2012年　
- 国際文化学園・特殊メイク科卒業パフォーマンス 『TIME LIMIT〜花びらの落ちる前に〜』振付：江ノ上陽一（3月）
- 田原町ライブ！Part15（3月）
- hico²ソロ公演「What A "WORDFUL World"パントマイム協奏曲第一番＜初陣＞」総合演出（5月）
- 『シアターライブ part.2　No.1は誰だ？！』総合演出（7月）
- 『響祭 Part2！ HIBIKI MATSURI-The Music Fes！－』（9月）
- スーパー パントマイム シアター SOUKI 新作公演『CRAZY PHANTOM Returns』またアイツがやってくる！狂おしいほどの愛をもっとアナタに！平成24年度（第67回）文化庁芸術祭参加公演（10月）
- 田原町ライブ！Part16（11月）
- 『Xmas公演in沼津』総合演出　主催：沼津市社会福祉協議会（12月）

2013年　
- 台東区社会福祉事業団主催「下町こどもステージ」（2月）
- 国際文化学園・特殊メイク科卒業パフォーマンス『Flower〜幸せを探して〜』振付（3月）
- 『田原町ライブ！Part17〜あの娘もオイラも春！春！春？〜』総合演出（3月）
- hico²＋前田秀 Wソロライブ『沈黙ラウドネス』総合演出（5月）
- SUPER PANTOMIME THEATER SOUKI 新作公演『瀧夜叉姫〜革命は月に誓い雪に迷い花と散る〜』パントマイム＋歌舞伎の融合という野心作全労済ホールスペース／ゼロ提携公演　脚本・演出・振付（8月）
- 『響祭 Part3！　HIBIKI MATSURI ーThe Music Fes！ー』（9月）
- 『シアターライブ Part3　No.1は誰だ？！　The Final』総合演出（10月）
- （公財）東海村文化・スポーツ振興財団芸術文化振興事業主催「おたのしみ体験教室」講師（11月）
- 『田原町ライブ！Part18〜アドルフ江ノ上のもう一度見たいあの作品セレクトスペシャル〜』総合演出（11月）
- 沼津市社会福祉協議会主催サンウェルぬまづクリスマスイベント『SOUKIパントマイム公演2013』作・演出（12月）

2014年　
- 国際文化学園・特殊メイク科卒業パフォーマンス『レジェンド　オブ　エイト～里見八犬伝～～』振付（3月）
- 『田原町ライブ！Part19～おもしろや 今年の春も 旅の空～』総合演出（4月）
- 岩手県北陵中学校特別ワークショップ（4月）
- 小鉄ソロSUPER PANTOMIME THEATER SOUKI PRESENTS KOTETSU PUNK MIME 2014『100％Mimic』総合演出(7月）
- したまち演劇祭参加公演　田原町ライブ！Part.20 大感謝祭『ミラクルパントマイムカーニバル』総合演出（8月）
- （公財）東海村文化・スポーツ振興財団芸術文化振興事業主催「おたのしみ体験教室」講師（9月）
- ノリコ クラシック バレエ スタジオ「Neige」第６回発表会　マイム振付（10月）
- （公財）東海村文化・スポーツ振興財団芸術文化振興事業主催「おたのしみ体験教室」講師（10月）
- スーパーパントマイムシアターSOUKI2014 「AMAZING PHANTOM in YOKOHAMA」[Y.S.BarefootTheatre プロデュース公演] 平成26年度（第69回）文化庁芸術祭参加公演 演出・出演（11月）
- 「舞ダンスファクトリー第30回記念 発表会」マイム振付（12月）

## TV/TVCM
- フジテレビ『新春かくし芸大会』
- 日本テレビドラマ『みんなマドンナ』
- 『浅倉大介21st Fortune』東京国際フォーラム
- 『ポカリスエット』CM キャラクターMovement Direction担当
- 『ケロッグコーンフロスティー』CMキャラクターMovement Direction担当
- 第一製薬『新黒丸』CMキャラクターMovement Direction
- NHK『おかあさんといっしょ』振付
- 『浅倉大介 QUANTUM MECHANICS RAINBOW』東京国際フォーラム
- フジテレビドラマ『西遊記』出演
- フジテレビドラマ『プロポーズ大作戦』出演
- NHK BSハイビジョン特集『国宝・伴大納言絵巻』 解説・振付・出演
- NHK教育『ヒミツのちからんど』振付・出演
- NHK BSハイビジョン　プレミアム8『ヒッチコック　サスペンスの深層』出演
- Nikon「1」アジア版CM 振付指導
- SONY Cyber-shot　店頭用CM 振付指導
- テレビ東京『モヤモヤさまぁ〜ず2』
- テレビ朝日若大将の『ゆうゆう散歩』出演
- BS朝日『超DプリカスZ』